# Carl Dornberger (Steinbildhauer)
Carl Dornberger (geb. vor 1847 vermutlich in Berka; gest. nach 1859 ebenda (?)) war ein deutscher Steinmetzmeister aus Berka, der dort einer alten Steinmetzfamilie entsprang. Es ist aber über seine unmittelbaren Vorfahren sonst wenig bekannt. Sein Vater war vermutlich der Steinmetzmeister Friedrich Wilhelm Dornberger (1793–1853).

## Leben und Werk
Er war Mitte des 19. Jahrhunderts derjenige Steinmetz, der die von Maria Pawlowna gestifteten Brunnen in Weimar, die heute in der Liste der Kulturdenkmale in Weimar (Einzeldenkmale) aufgeführt sind, geschaffen hatte. Da mindestens sechs der auf die Stiftung der Maria Pawlowna hin zurückzuführenden Brunnen in Weimar von ihm hergestellt wurden, ist von einer vertraglichen Vereinbarung zwischen der Großherzogin und ihm auszugehen. Auf eine Stiftung der Großherzogin geht unter Umständen auch ein Postament in Jena zurück, das ebenfalls von Dornberger hergestellt wurde. Sonst ist über ihn nichts überliefert. Die meisten der von Dornberger geschaffenen Brunnen befinden sich in der Altstadt Weimars. 
Die in Weimar laut Weimar. Lexikon zur Stadtgeschichte von der Stiftung der Maria Pawlowna finanzierten und durch Carl Dornberger ausgeführten Brunnen in Weimar sind der Delphinbrunnen, der Brunnen am Haus der Frau von Stein, der Geleitbrunnen in der Scherfgasse, der Muschelbrunnen, der Theaterbrunnen und der Löwenbrunnen. Als Brunnen in Weimar mit unklarem Auftraggeber und von Carl Dornberger geschaffen wurden oder ihm zumindest zugeschrieben werden, sind zu erwähnen der Bodebrunnen und der Stadtmauerbrunnen oder ehemals Bankstraßenbrunnen. Dornberger schuf die Brunnen zwischen 1847 und 1859. Die der Maria-Pawlowna-Stiftung zugeschriebenen Brunnen entstanden sämtlich 1847. 
Dornberger ist wohl nicht der einzige Dornberger aus Berka gewesen, der für Weimar Arbeiten verrichtete. Für die Sphinxgrotte der Leutraquelle in Weimar im Park an der Ilm war ein Steinhauer dieses Namens mehr als ein halbes Jahrhundert vor der Errichtung der von Maria Pawlowna gestifteten Brunnen tätig. Das war aller Wahrscheinlichkeit nach Friedrich Christoph Dornberger. Susanne Müller Wolff zitiert aus den Rechnungsbüchern der fürstlichen Kasse: [...] Grotte und Zubehör, und zwar a) Auf die Verschönerung. 8 Rthl 4 gr dem Steinhauer Dornberger vor 2 Stück Steine zu einer Figur incl. Arbeitslohn [...] 22. Jul. 1785 b) Auf Transportierung eines Stück Felsen[...]. Dass auch dieser Dornberger aus Berka gewesen sein dürfte, belegt nicht zuletzt die Tatsache, dass die Figur im Original aus Berkaer Sandstein gefertigt wurde. Es sind aber auch Brunnen von Dornberger in Weimar geschaffen worden, die nach 1945 verschwunden sind. Dazu zählt u. a. der Vasenbrunnen in der Gartenstraße (heute Abraham-Lincoln-Straße). Ein Friedrich Christoph Dornberger errichtete 1792 in Goethes Wohnhaus einen englischen Kamin im „Gelben Saal“, den Goethe darin als dekoratives Hauptstück bezeichnete.

Brunnen Dornbergers
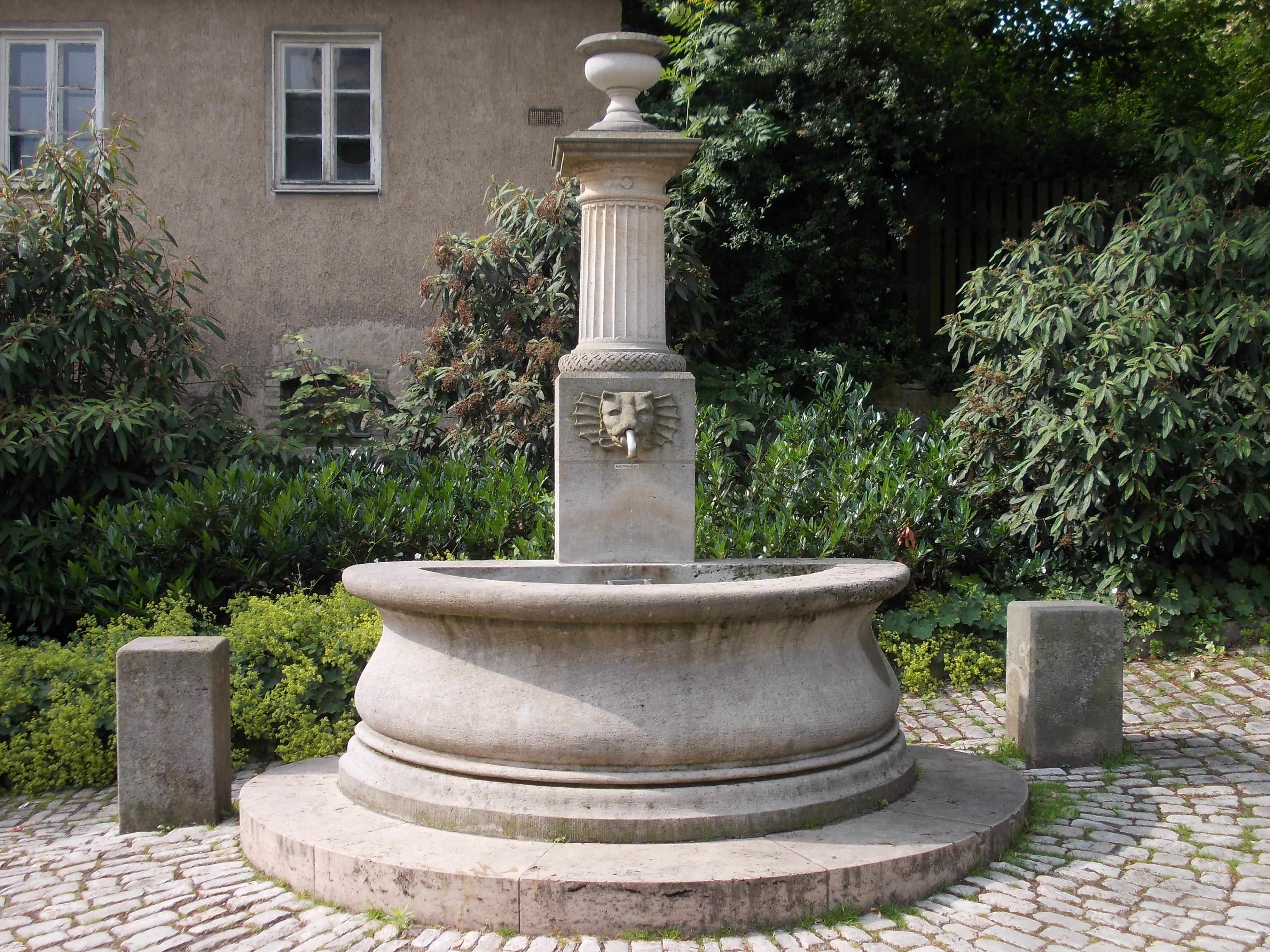
Bodebrunnen
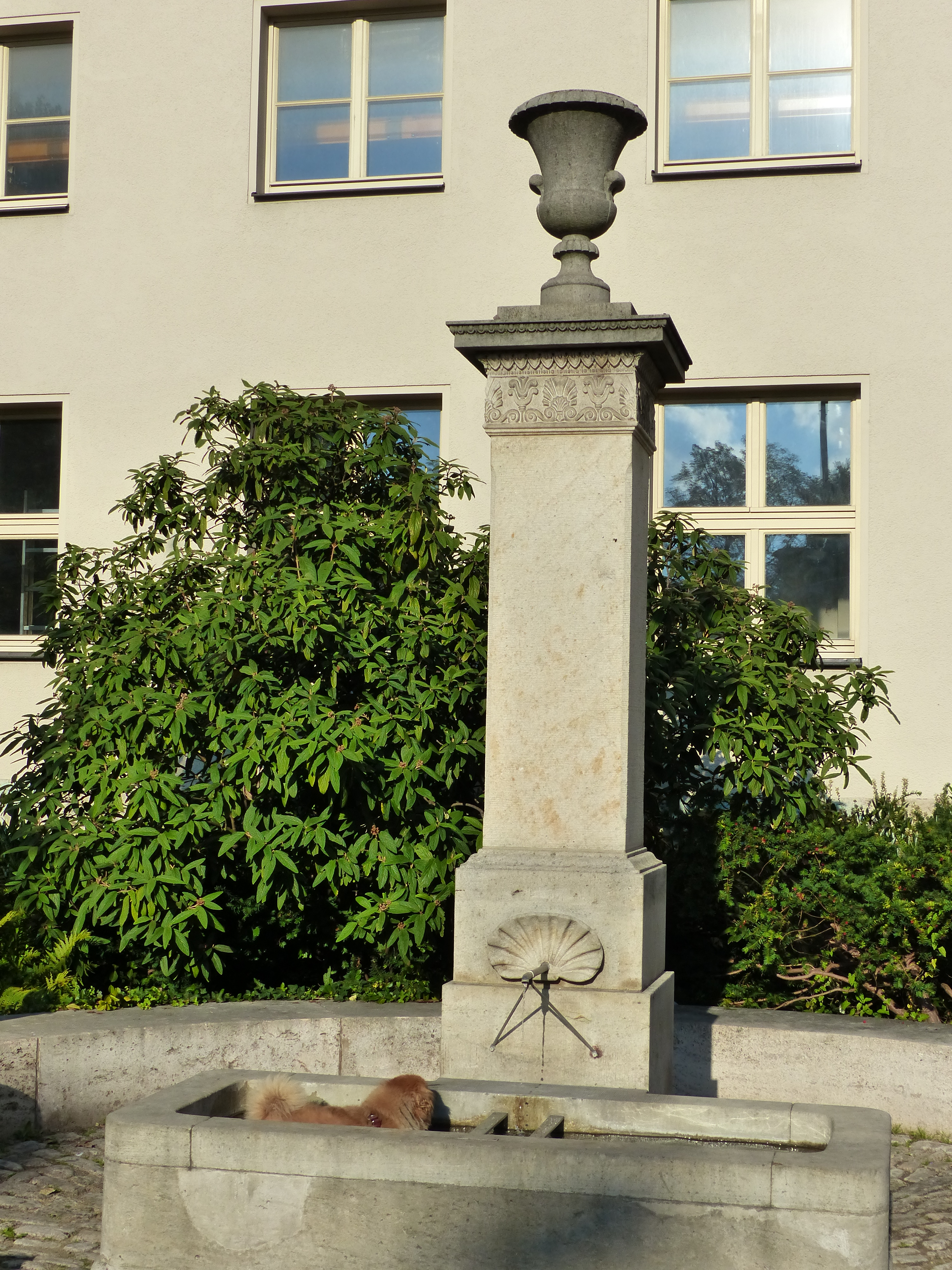
Theaterbrunnen
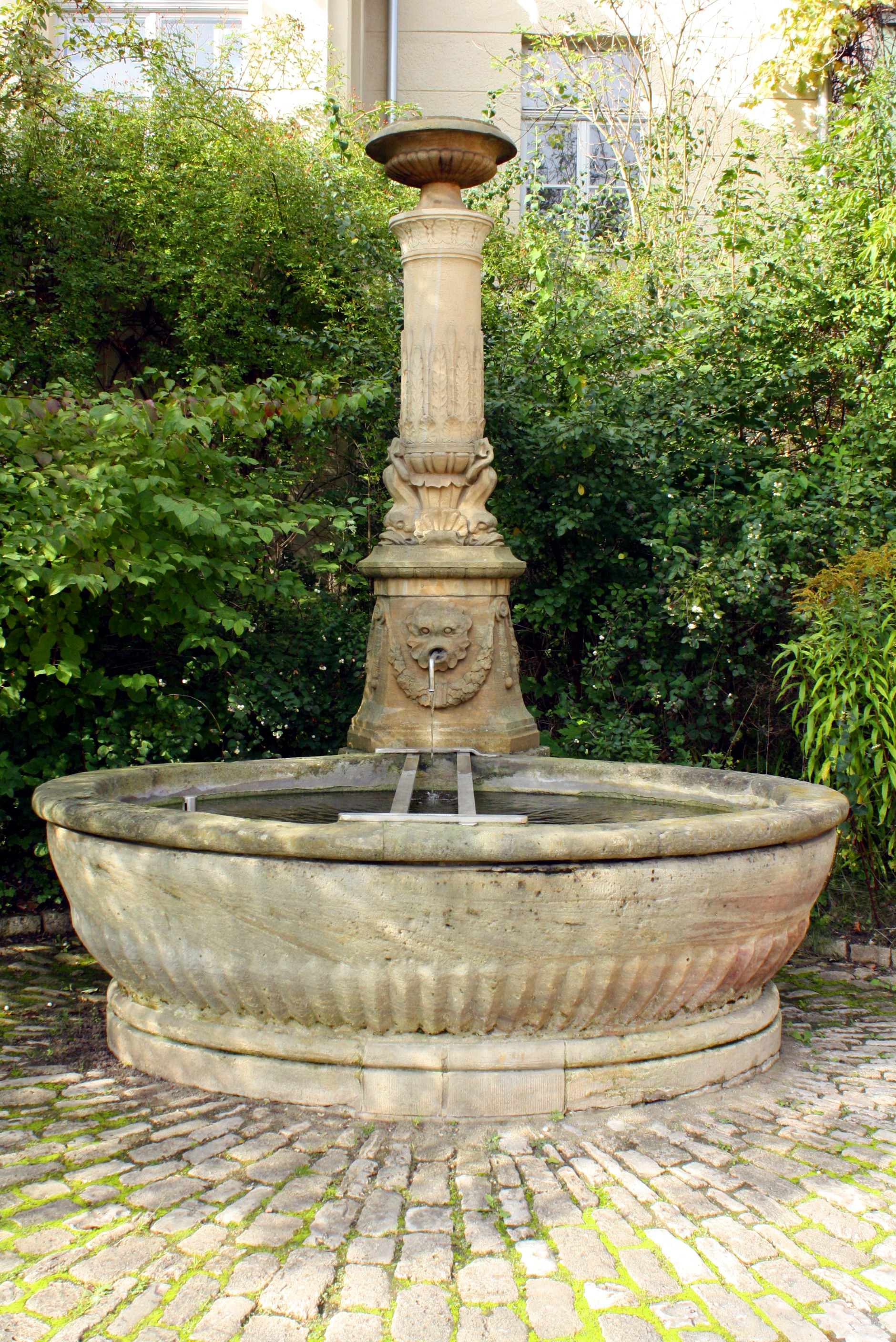
Brunnen vor dem Haus der Frau von Stein
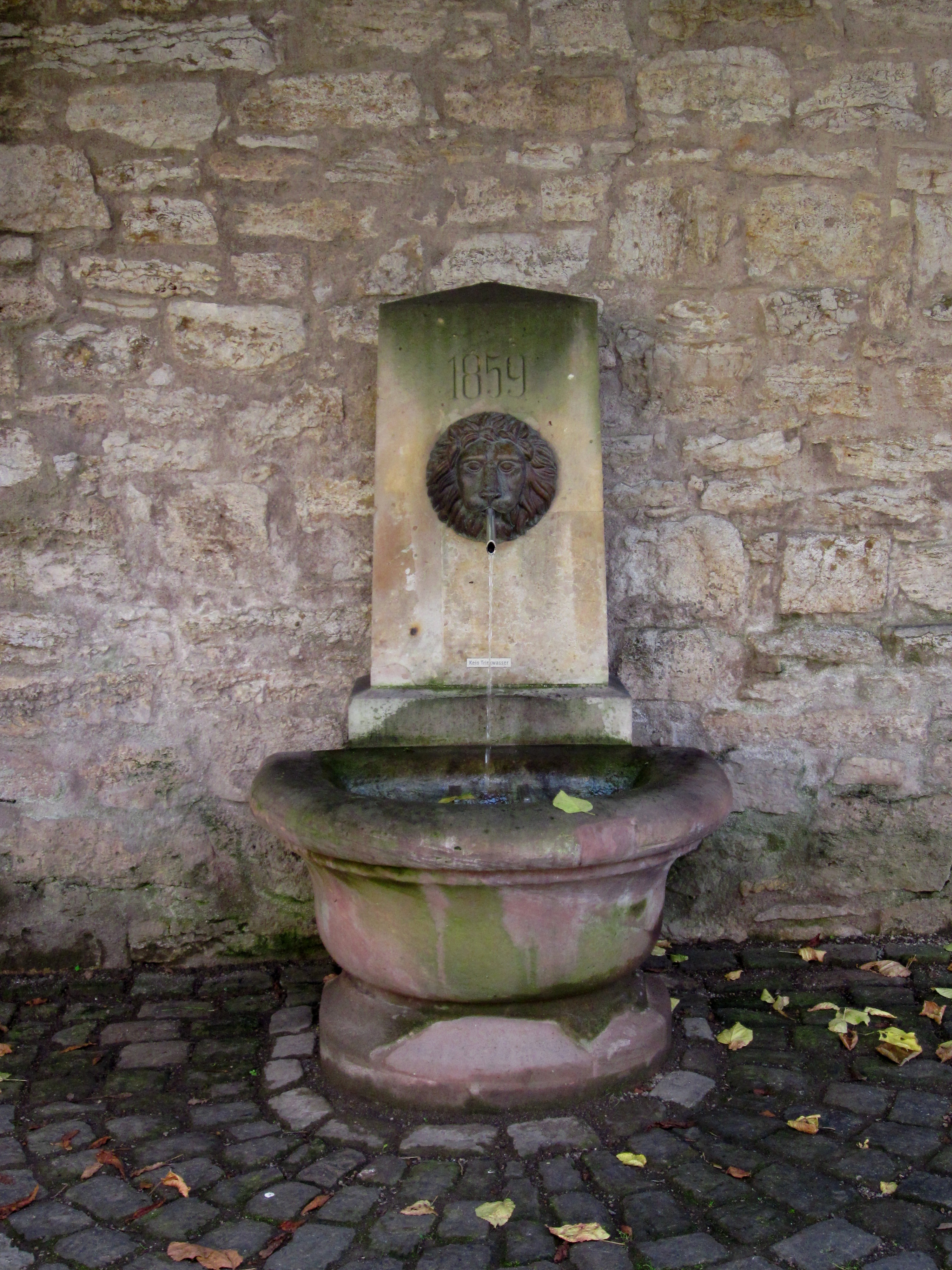
Stadtmauerbrunnen unweit vom Kasseturm
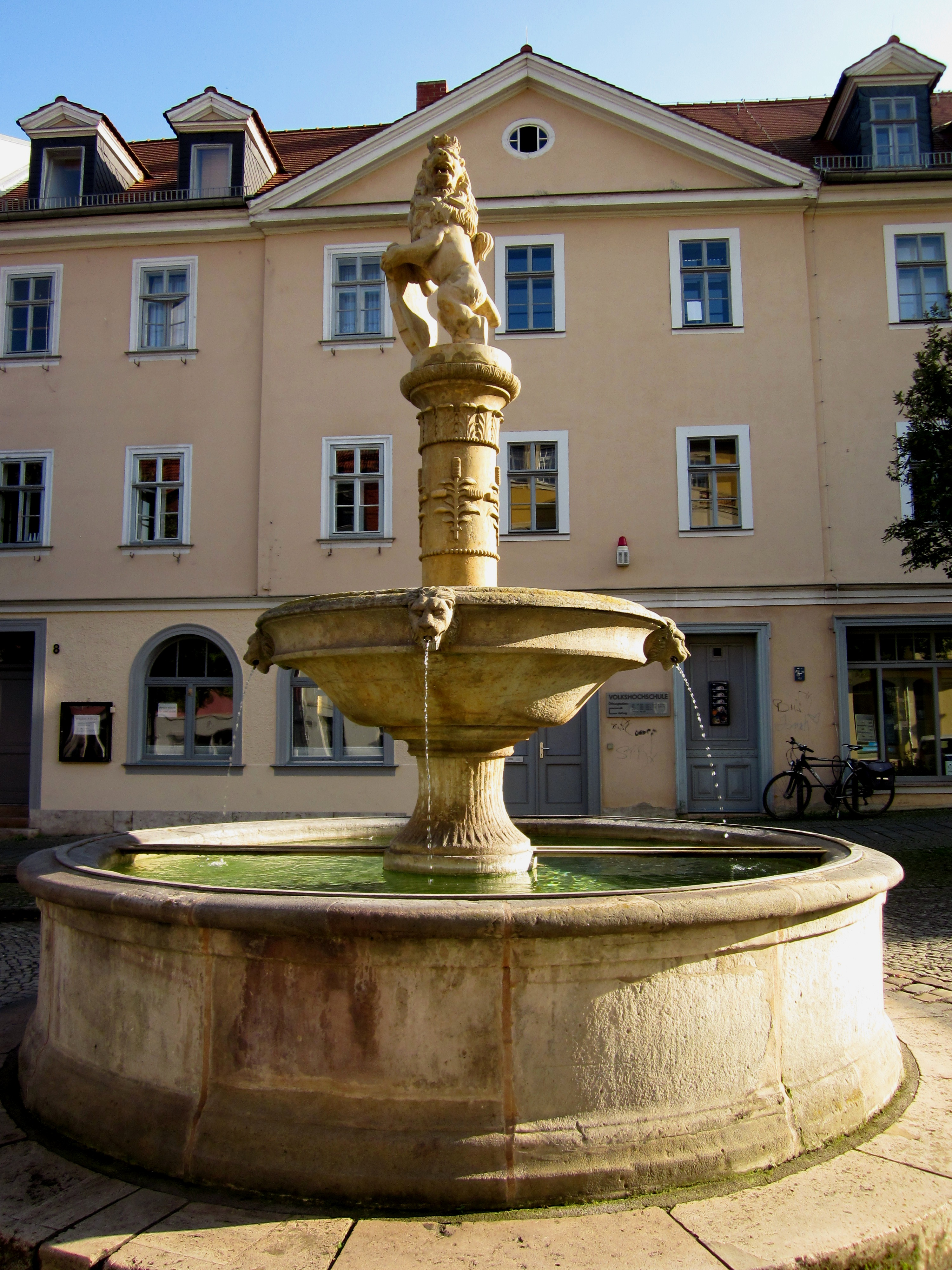
Löwenbrunnen
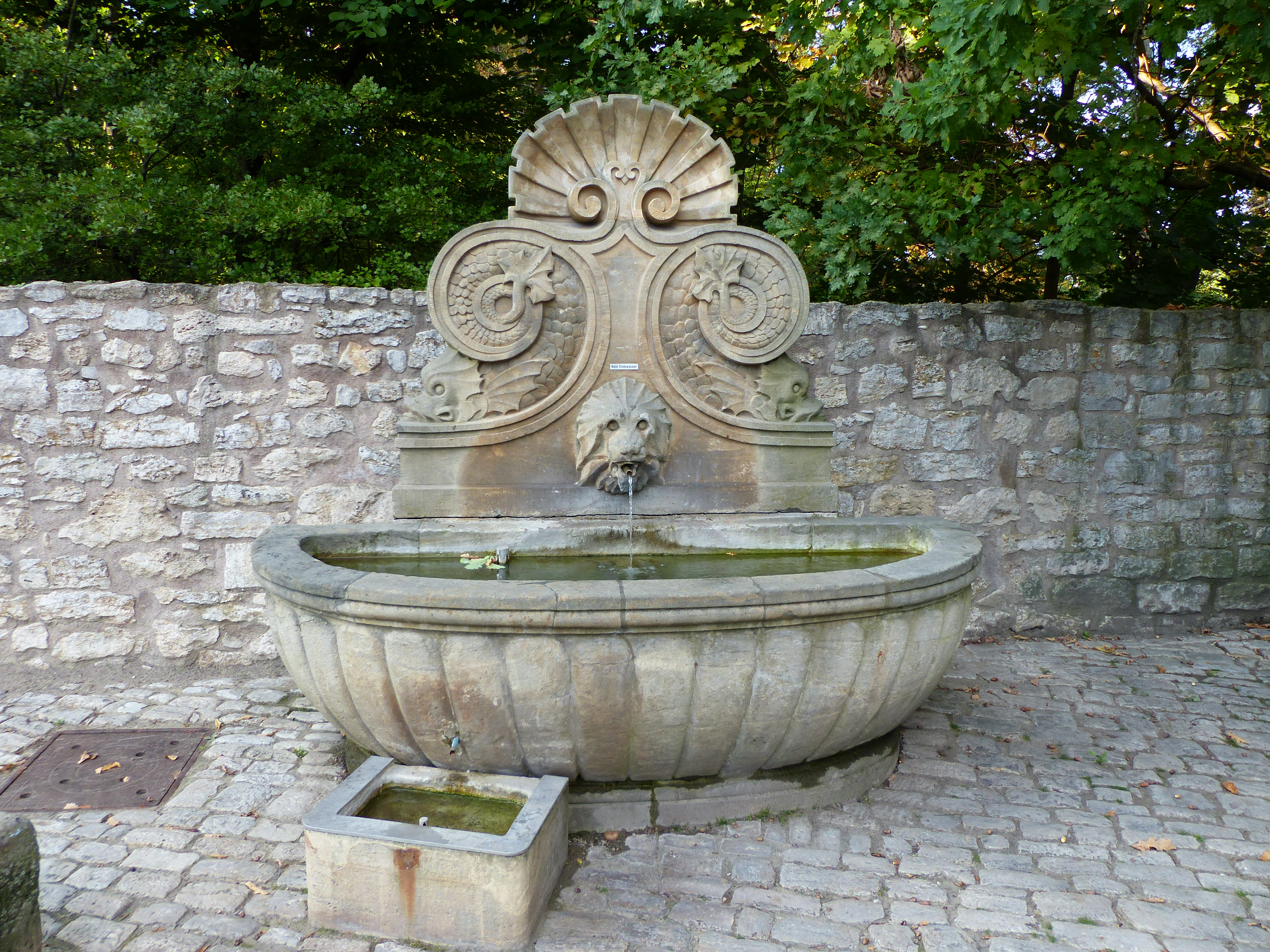
Muschelbrunnen
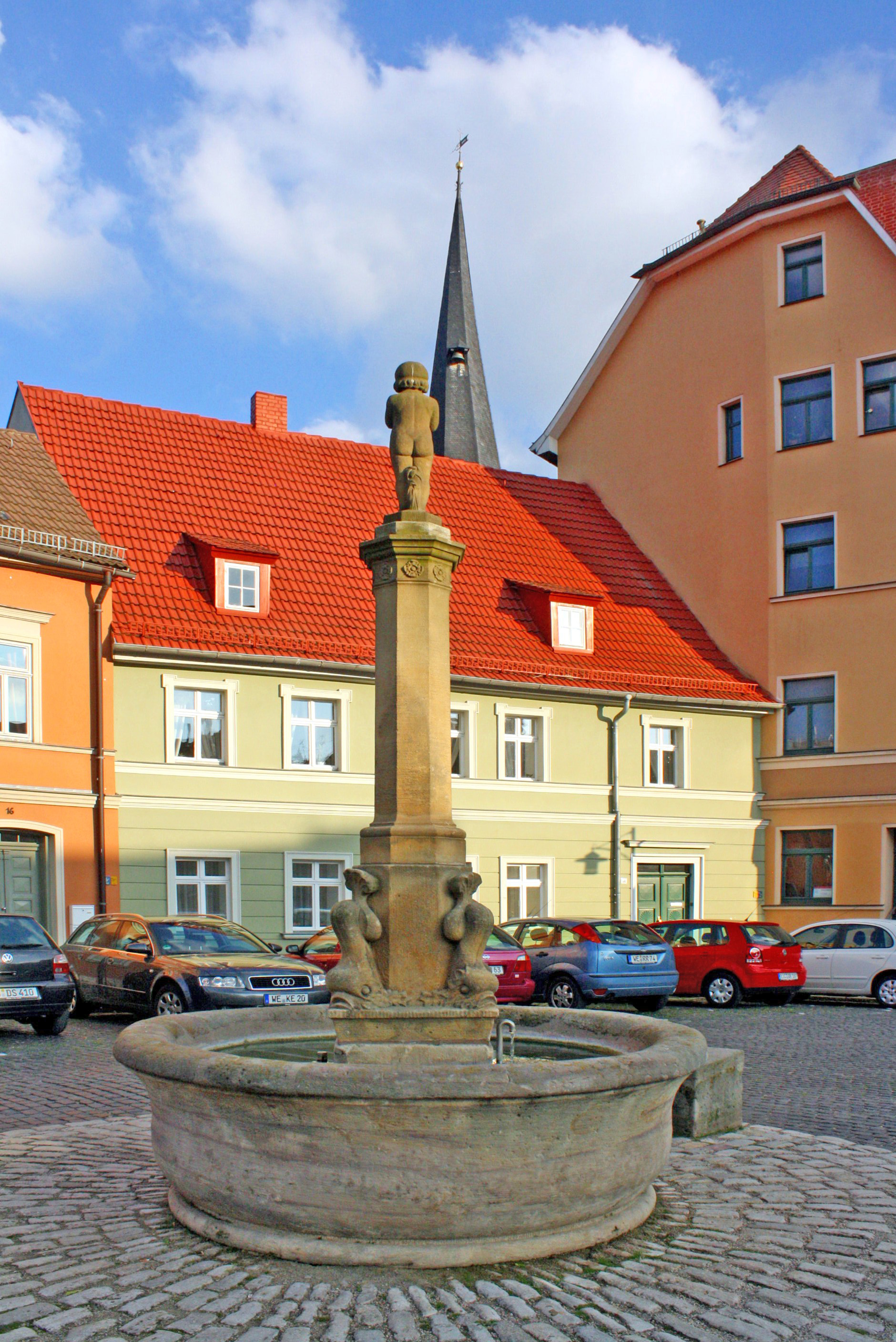
Delphinbrunnen am Teichplatz
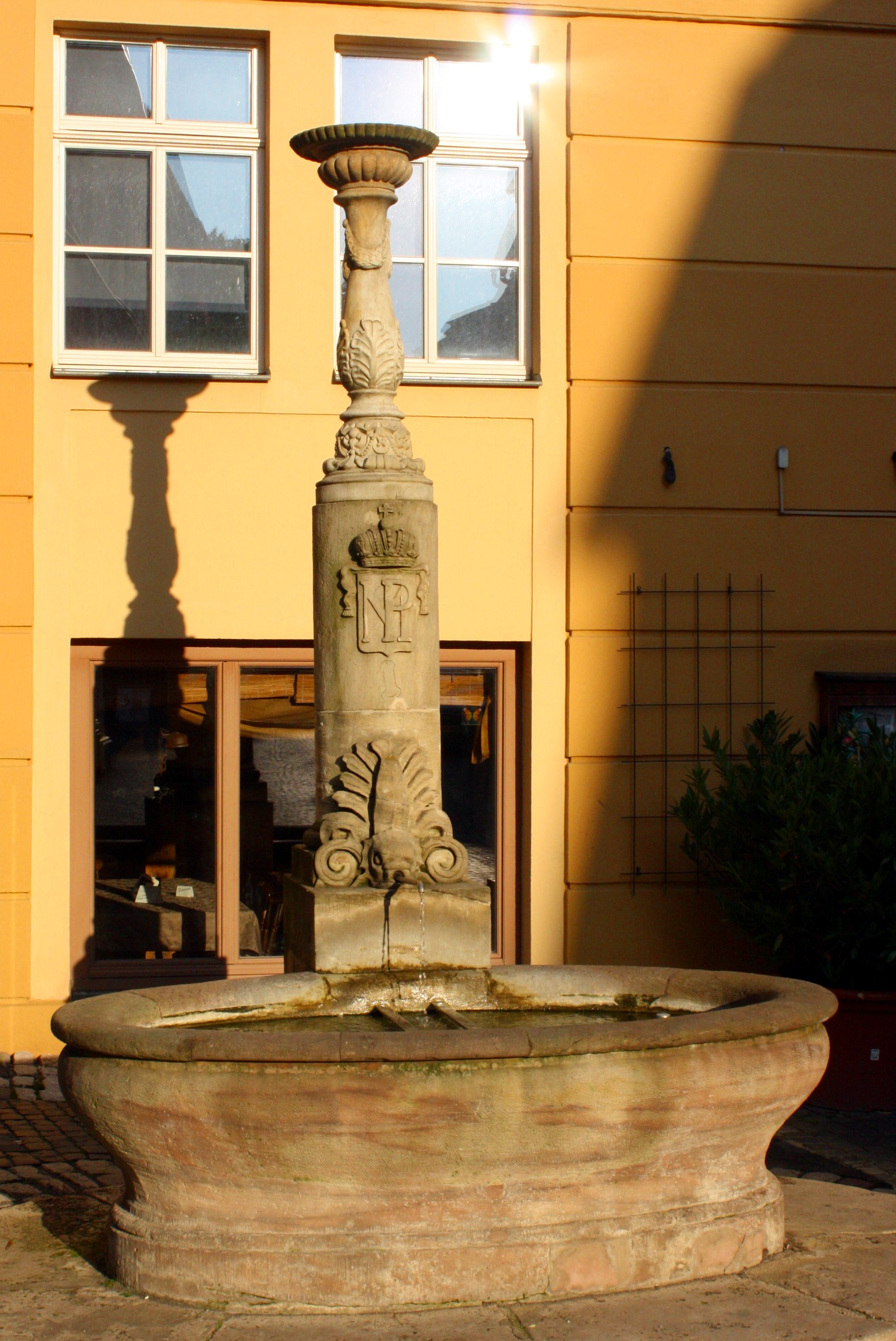
Geleitbrunnen

## Varia
Es gibt einen norwegischen Maler Carl Dørnberger, der mit dem Steinmetzenmeister jedoch nichts zu tun hat!